# Kaela Davis
Kaela Davis (* 15. März 1995) ist eine US-amerikanische Basketballspielerin. 

## Karriere
Vor ihrer professionellen Karriere in der WNBA spielte Davis von 2010 bis 2017 College-Basketball für das Georgia Institute of Technology bzw. die University of South Carolina. Beim WNBA Draft 2017 wurde sie an 10. Stelle von den Dallas Wings ausgewählt, für die sie bis 2020 spielte. Danach stand sie kurzzeitig bei Atlanta Dream unter Vertrag. Seit 2022 steht sie im Kader von Phoenix Mercury.
Seit 2018 spielt sie in der WNBA-Off-Season für diverse ausländische Vereine, darunter Galatasaray Istanbul.
Sie kommt auf den Positionen Shooting Guard und Small Forward zum Einsatz.